# Antitypona oedipoda
Antitypona oedipoda is een keversoort uit de familie bladkevers (Chrysomelidae). De wetenschappelijke naam van de soort werd in 1976 gepubliceerd door Bechyne & Springlova de Bechyne.